# Rodrigo Rivera (futbolista)
Rodrigo Osvaldo Rivera Godoy (Coquimbo, Chile, 3 de diciembre de 1983) es un exfutbolista chileno que jugaba de Defensa.

## Trayectoria
Comenzó a jugar en las divisiones inferiores de Coquimbo Unido, equipo donde debuta el año 2003, después de eso se hizo un fijo en la defensa coquimbana, da su gran salto el año 2007 en el campeonato de Apertura al irse a la Universidad de Chile, donde no ganó muchos minutos debido a la poca regularidad y errores que él mismo cometió. A fines del año 2009 es enviado a Huachipato para el Apertura 2010 y en el 2011 llega a Ñublense.

## Selección nacional
Fue seleccionado chileno 3 veces durante el año 2007.

### Partidos internacionales
| Partidos internacionales | Partidos internacionales | Partidos internacionales                              | Partidos internacionales | Partidos internacionales | Partidos internacionales | Partidos internacionales | Partidos internacionales | Partidos internacionales | Partidos internacionales |
| N.º                      | Fecha                    | Estadio                                               | Local                    | Resultado                | Visitante                | Goles                    | Asistencias              | DT                       | Competición              |
| ------------------------ | ------------------------ | ----------------------------------------------------- | ------------------------ | ------------------------ | ------------------------ | ------------------------ | ------------------------ | ------------------------ | ------------------------ |
| 1                        | 9 de mayo de 2007        | Estadio Municipal Rubén Marcos Peralta, Osorno, Chile | Chile                    | 2-0                      | Cuba                     |                          |                          | Nelson Acosta            | Amistoso                 |
| Total                    | Total                    | Total                                                 | Presencias               | 1                        | Goles                    | 0                        |                          |                          |                          |

| Selección chilena | Selección chilena | Selección chilena |
| Año               | Partidos          | Goles             |
| ----------------- | ----------------- | ----------------- |
| 2007              | 1                 | 0                 |
| Total             | 1                 | 0                 |

## Clubes
| Club                 | País  | Año       |
| -------------------- | ----- | --------- |
| Coquimbo Unido       | Chile | 2003-2006 |
| Universidad de Chile | Chile | 2007-2009 |
| Huachipato           | Chile | 2010      |
| Ñublense             | Chile | 2011      |
| Curicó Unido         | Chile | 2012      |

## Palmarés

### Torneos nacionales
| Título           | Club                 | País  | Año    |
| ---------------- | -------------------- | ----- | ------ |
| Primera División | Universidad de Chile | Chile | 2009-A |

- Datos: Q7357409